# Heike Schaefer

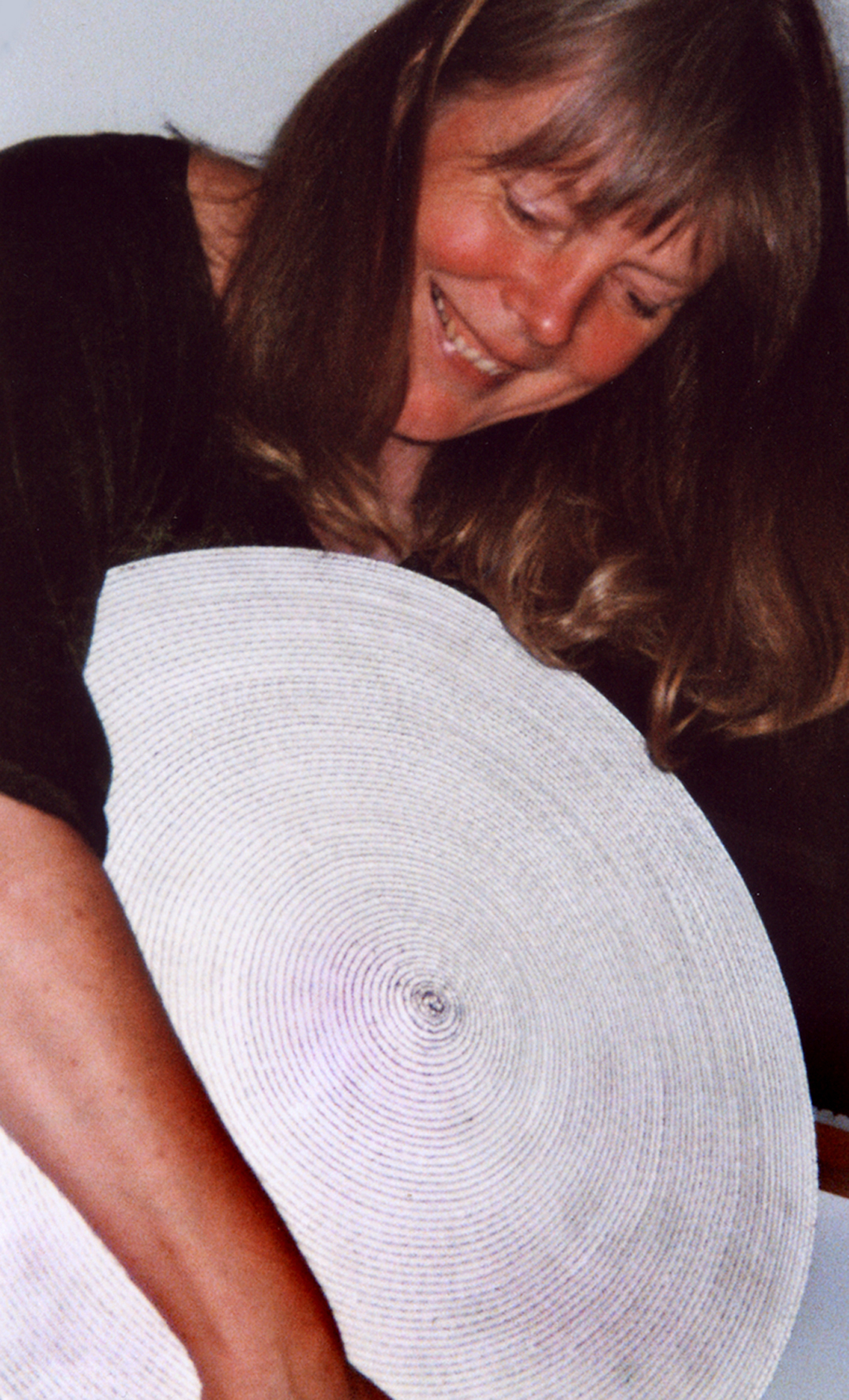
Heike Schaefer

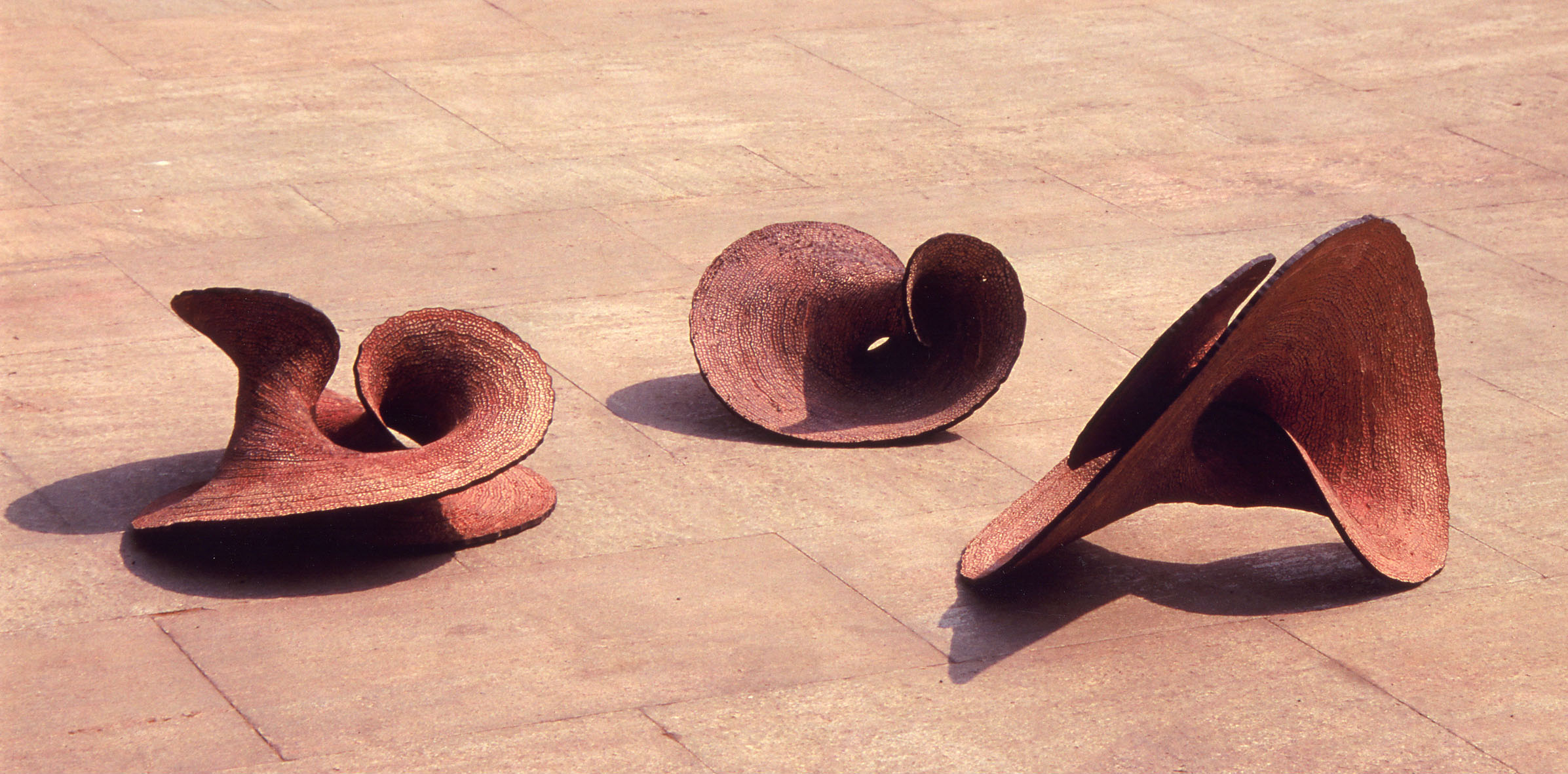
Tanz

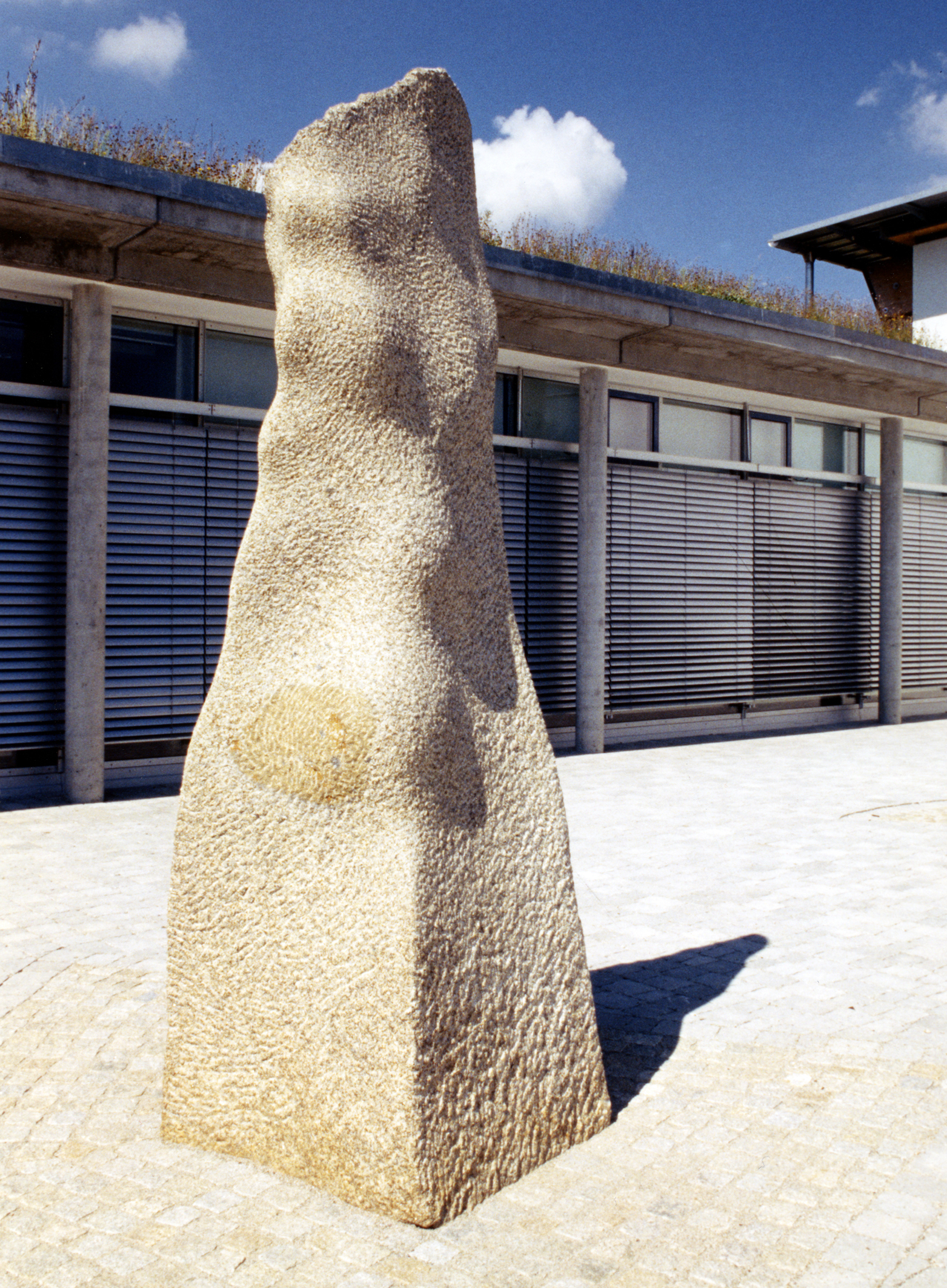
Weißenstädter Stein

Heike Schaefer (* 14. Juni 1957 in München) ist eine deutsche Bildhauerin. Nach dem Grafik-Design-Studium an der Fachhochschule München (heute Hochschule für angewandte Wissenschaften München) studierte sie an der Akademie der Bildenden Künste München Bildhauerei, unter anderem bei Leo Kornbrust.

## Leben
Nach ihren Studien in Graphik-Design (1976–1980) und Bildhauerei (1981–1987) als Meisterschülerin, die sie beide mit Diplom abschloss, stellte Heike Schaefer 1988 anlässlich Debütanten ’88 an der Akademie der Bildenden Künste in München aus und erhielt Debütantenförderung des Freistaates Bayern. Erste internationale Erfahrung sammelte sie 1990 im Rahmen einer Ausstellung des Japan Metallic Formative Art Institute, 1992 erhielt sie den Botho-Graef-Preis der Stadt Jena. Nach ihrer Heirat 1997 und Geburt ihrer Tochter 1998 bekam sie 1999 den Kunstpreis der Stadt Augsburg für ihren Beitrag zur Ausstellung Hommage à Franz Kafka. Im Rahmen des International Sculptors Symposiums folgte sie 2006 einer Einladung nach Gwalior in Indien. 2007/2008 nahm sie die Einladung der Harmony Art Foundation in Knowledge City, Mumbai, zur Teilnahme an der International Sculpture & Painting Residency an. 2011 erhielt sie den 1. Preis der 33. Internationalen Hollfelder Kunstausstellung. Heike Schaefer lebt und arbeitet in München.

## Ausstellungen (Auswahl)
- 1987: Produzentengalerie, München (Einzelausstellung)
- 1990: 13. Ausstellung der Metallbildhauer Japans Japan Metallic Formative Art Institute, Galerie Ginza Wakko, Tokio, Japan[3]
- 1992: Bayerische Kunst unserer Tage, Nationalmuseum (Warschau) und St.-Vinzenz-Kirche, Breslau, Polen[4]
- 1992: Toleranzen, Stadtmuseum Jena[5]
- 1993: Hohlkörper, Liebenweinturm, Burghausen (Einzelausstellung)[6]
- 1994–1996: Große Kunstausstellung, Haus der Kunst, München[7]
- 1996: Von Schlachten – vom Schlachten, Stadtmuseum Jena[8]
- 1999: Hommage à Franz Kafka, Kulturforum im Kulturhaus Abraxas, Augsburg, „Tanzendes Haus“, Prag[9]
- 2001: Minas, Museo Minero, Minas de Riotinto/Spanien (zusammen mit Rupert Sparrer)
- 2001: Jahresausstellung des Kunstvereins Rosenheim, Städtische Galerie Rosenheim[10]
- 2003: Eisenzeit, Käthe-Kollwitz-Gedenkstätte Rüdenhof (Käthe-Kollwitz-Museum), Moritzburg bei Dresden (Einzelausstellung)[11]
- 2008: Harmony Art Show, Mittal Chamber, Mumbai (Bombay), Indien
- 2009: Große Kunstausstellung, Haus der Kunst, München[12]
- 2011: 33. Internationale Hollfelder Kunstausstellung, „Ein- und Durchblicke“, Wittauerhaus, Hollfeld

## Arbeiten in öffentlichen Sammlungen
- Städtische Kunstsammlungen, Jena
- Museo Minero, Minas de Riotinto (Spanien)
- ITM Universe Campus, Institute of Technology & Management, Gwalior, Madhia Pradesh (Indien)
- Harmony Art Foundation/Tina Ambani, Dhirubhai Ambani Knowledge City, Mumbai (Indien)
- Erich Lindenberg Kunststiftung, Porza (Schweiz)